# 13 شعبان
- السبت
- الأحد
- الاثنين
- الثلاثاء
- الأربعاء
- الخميس
- الجمعة

- 2525 يناير 2025
- 2626 يناير 2025
- 2727 يناير 2025
- 2828 يناير 2025
- 2929 يناير 2025
- 3030 يناير 2025
- 131 يناير 2025
- 21 فبراير 2025
- 32 فبراير 2025
- 43 فبراير 2025
- 54 فبراير 2025
- 65 فبراير 2025
- 76 فبراير 2025
- 87 فبراير 2025
- 98 فبراير 2025
- 109 فبراير 2025
- 1110 فبراير 2025
- 1211 فبراير 2025
- 1312 فبراير 2025
- 1413 فبراير 2025
- 1514 فبراير 2025
- 1615 فبراير 2025
- 1716 فبراير 2025
- 1817 فبراير 2025
- 1918 فبراير 2025
- 2019 فبراير 2025
- 2120 فبراير 2025
- 2221 فبراير 2025
- 2322 فبراير 2025
- 2423 فبراير 2025
- 2524 فبراير 2025
- 2625 فبراير 2025
- 2726 فبراير 2025
- 2827 فبراير 2025
- 2928 فبراير 2025

13 شعبان أو 13 شعبان المُعَظّم أو يوم 13 \ 8 (اليوم الثالث عشر من الشهر الثامن) هو اليوم العُشرون بعد المائتين (220) من أيَّام السنة (أو الحادي والعُشرون بعد المائتين لو كان شهر جمادى الآخرة مُتممًا لليوم الثلاثين أو الثاني والعُشرون بعد المائتين لو أتم كلًا من صفر وربيع الآخر وجمادى الآخرة ثلاثين يومًا) وفق التقويم الهجري القمري (العربي). يبقى بعده 134 أو 135 يومًا لانتهاء السنة.

## أحداث
- 15 هـ - اندلاع معركة القادسية بين المسلمين بقيادة سعد بن أبي وقاص والفرس بقيادة رستم فرخزاد، وبها انتهى عصر الساسانيين.
- 1335 هـ - الإعلان عن استقلال ألبانيا.
- 1393 هـ - مؤتمر قمة دول المواجهة ينعقد في القاهرة لبحث دور الجبهة الشرقية في المعركة القادمة.
- 1404 هـ - اغتيال الصحفي الفلسطيني «حنا مقبل» الأمين العام للصحفيين العرب في قبرص، وكان يرأس تحرير مجلة «فتح»، اغتاله الصهاينة، في إطار حملة الاغتيالات الإسرائيلية ضد القيادات الفلسطينية.
- 1411 هـ -
  - الرئيس الأمريكي جورج بوش يعلن رسميًا أن دولة الكويت قد تحررت من الاحتلال العراقي.
  - رفع علم الكويت الحرة وذلك في احتفال أقيم في وسط العاصمة إيذانًا بعودة السلطة الشرعية إلى الكويت.
- 1412 هـ - اغتيال أمين عام حزب الله عباس الموسوي في غارة إسرائيلية.
- 1425 هـ - فوز مسلمتين من أصل مغربي في انتخابات مجلس الشيوخ الفرنسي في سابقة هي الأولى من نوعها لمسلمي فرنسا، وكانت المسلمتان قد ترشحتا ضمن قائمتين تابعتين لحزبين يساريين.
- 1426 هـ - دولة الكويت توقع في مقر الأمم المتحدة على الاتفاقية الدولية لقمع أعمال الإرهاب النووي لتصبح الدولة الستون التي توقع على هذه الاتفاقية.
- 1431 هـ - موقع ويكيليكس ينشر آلاف الوثائق المتعلقة بحرب أفغانستان، مع تفاصيل نشرت في ثلاث صحف رئيسية في وقت واحد.
- 1432 هـ - بدء احتجاجات الإسكان في إسرائيل والتي تطورت لتصبح أكبر حركة احتجاجات شعبية في تاريخها.
- 1442 هـ - تصادم قطارين في سوهاج المصرية، يؤدي لوفاة وإصابة العشرات.

## مواليد
- 1317 هـ - موسى كاشف الغطاء، فقيه وكاتب عراقي.
- 1328 هـ - إبراهيم عمارة، ممثل ومخرج مصري.
- 1346 هـ - جمال حمدان، عالم جغرافيا مصري.
- 1368 هـ - وليد جنبلاط، سياسي لبناني.
- 1382 هـ - سميرة أحمد، ممثلة إماراتية.
- 1395 هـ - بدرية البدري، شاعرة وکاتبة عُمانيّة.
- 1399 هـ - أنس الدغيم، شاعر سوري.
- 1404 هـ - أحمد عجب، لاعب كرة قدم كويتي.

## وفيات
- 1375 هـ - محمد جواد مطر، فقيه وشاعر وكاتب عراقي.
- 1403 هـ - محمد إدريس السنوسي، ملك المملكة الليبية.
- 1400 هـ - إغناطيوس يعقوب الثالث، بطريرك أنطاكية للكنيسة السريانية الأرثوذكسية.
- 1404 هـ -
  - حنا مقبل، الأمين العام للصحفيين العرب.
  - حبيب يغمائي، صحفي وباحث أدبي وشاعر إيراني.
- 1412 هـ - عباس الموسوي، أمين عام حزب الله.
- 1419 هـ - عائشة عبد الرحمن، مفكرة وكاتبة وأستاذة جامعية وباحثة مصرية.

## وصلات خارجية
- موقع قصة الإسلام: حدث في شهر شعبان.